# Leptochelia tenuicola
Leptochelia tenuicola är en kräftdjursart som beskrevs av Elena Borisovna Makkaveeva 1968. Leptochelia tenuicola ingår i släktet Leptochelia och familjen Leptocheliidae. Inga underarter finns listade i Catalogue of Life.